# IC 2268
IC 2268 ist eine kompakte Zwerggalaxie vom Hubble-Typ C im Sternbild Krebs auf der Ekliptik. Sie ist schätzungsweise 87 Millionen Lichtjahre von der Milchstraße entfernt und hat einen Durchmesser von etwa 5.000 Lichtjahren.
Im selben Himmelsareal befinden sich u. a. die Galaxien IC 501, IC 2254, IC 2267, IC 2282.
Das Objekt wurde am 11. Februar 1896 von Stéphane Javelle entdeckt.